# 尹佟明
尹佟明，南京林业大学教授，主要从事分子育种学、遗传学、林木基因识别与克隆等方面的研究工作。入选中华人民共和国教育部2008年度"长江学者"特聘教授、“新世纪优秀人才支援计划”。